# Carolyn Waldo
Carolyn Waldo (Montreal, Quebec, 11 de desembre de 1964) és una nedadora de natació sincronitzada quebequesa, ja retirada, guanyadora de tres medalles olímpiques.
Va participar, als 19 anys, en els Jocs Olímpics d'Estiu de 1984 realitzats a Los Angeles (Estats Units), on va aconseguir guanyar la medalla de plata en la prova de solo. En els Jocs Olímpics d'Estiu de 1988 celebrats a Seül (Corea del Sud) va aconseguir guanyar dues medalles d'or en les proves de solo i de parelles, al costat de Michelle Cameron, esdevenint la primera esportista canadenca en aconseguir dues medalles d'or en uns mateixos Jocs.
Al llarg de la seva carrera ha guanyat quatre medalles en el Campionat del Món de natació, tres d'elles d'or.